# Aleurocystis capensis
Aleurocystis capensis är en svampart som först beskrevs av Lloyd, och fick sitt nu gällande namn av Lloyd 1921. Aleurocystis capensis ingår i släktet Aleurocystis och familjen Stereaceae.   Inga underarter finns listade i Catalogue of Life.